# Bukówko
Bukówko (do 1945 niem. Neu Buckow) – wieś w Polsce położona województwie zachodniopomorskim, w powiecie białogardzim, w gminie Tychowo.
W latach 1954–1957 wieś należała i była siedzibą władz gromady Bukówko, po jej zniesieniu w gromadzie Dobrowo. W latach 1975–1998 wieś należała do woj. koszalińskiego. Według danych UM na dzień 31 grudnia 2014 roku wieś miała 292 stałych mieszkańców.
Do lutego 2012 r. w skład sołectwa wchodziła także wieś Słonino, obecnie jest ona samodzielnym sołectwem.
Wieś leży w odległości ok. 10 km na północ od Tychowa, przy drodze wojewódzkiej nr 167, nad rzeką Chotlą, przy trasie byłej linii wąskotorowej Białogard - Świelino.

## Historia
Wieś chłopsko-dworska. Część chłopska założona w XVI w. W 2 połowie XVII w. powstał majątek ziemski i zespół dworski, który w 1772 r. został nadany w lenno rodzinie von Münchow, do której należał pobliski majątek Bukowo.
W 1774 r. kupił je Karol Wilhelm von Woedke. W XIX w. kolejnymi właścicielami Bukówka byli: od 1804 r. rodzina von Versen, która kupiła ją razem z sąsiednią posiadłością w Bukowie, następnie właścicielem był radca von Kleist i od 1852 r. kupiec Appelius z Berlina. W 1884 r. jako posiadacz majątku występuje przedstawiciel rodziny von Heydebreck. Prawdopodobnie pozostali oni właścicielami Bukówka aż do 1945 r. W okresie międzywojennym wieś liczyła ok. 400 mieszkańców. W części chłopskiej były 4 duże gospodarstwa i 4 mniejsze, szkoła, karczma, sala zebrań wiejskich, punkt pocztowy i kilka sklepów. W majątku działała gorzelnia, młyn wodny i kuźnia.
W miejscowości był przystanek kolejowy Bukówko.

## Zabytki

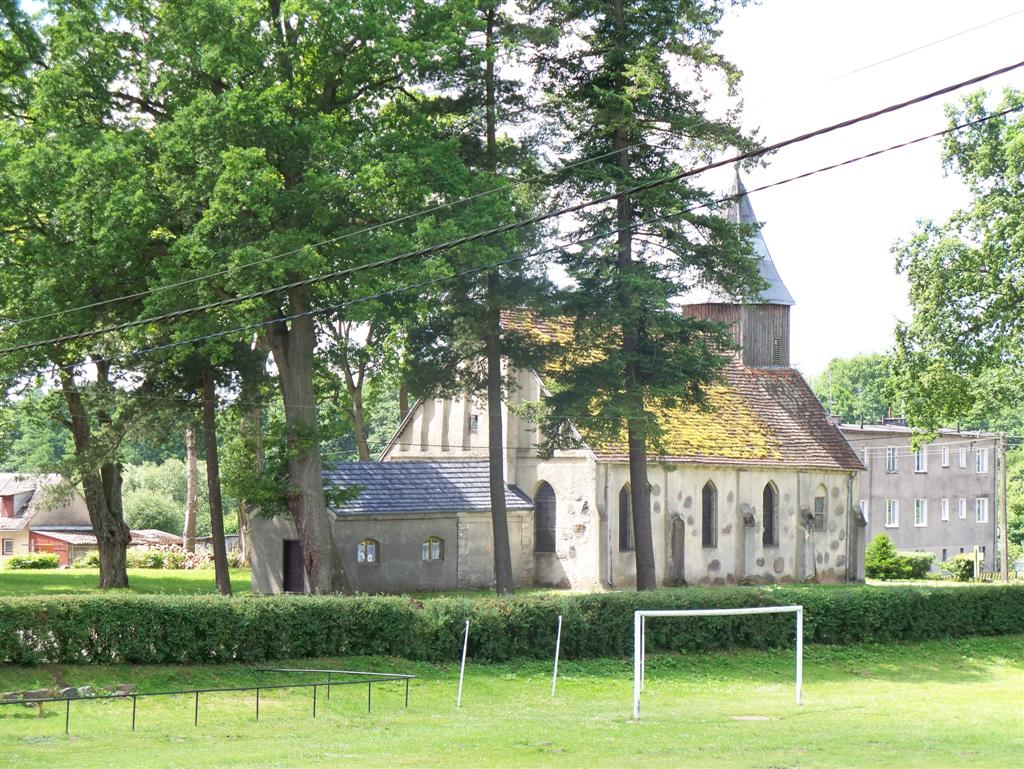
Kościół pw. św. Jana Chrzciciela

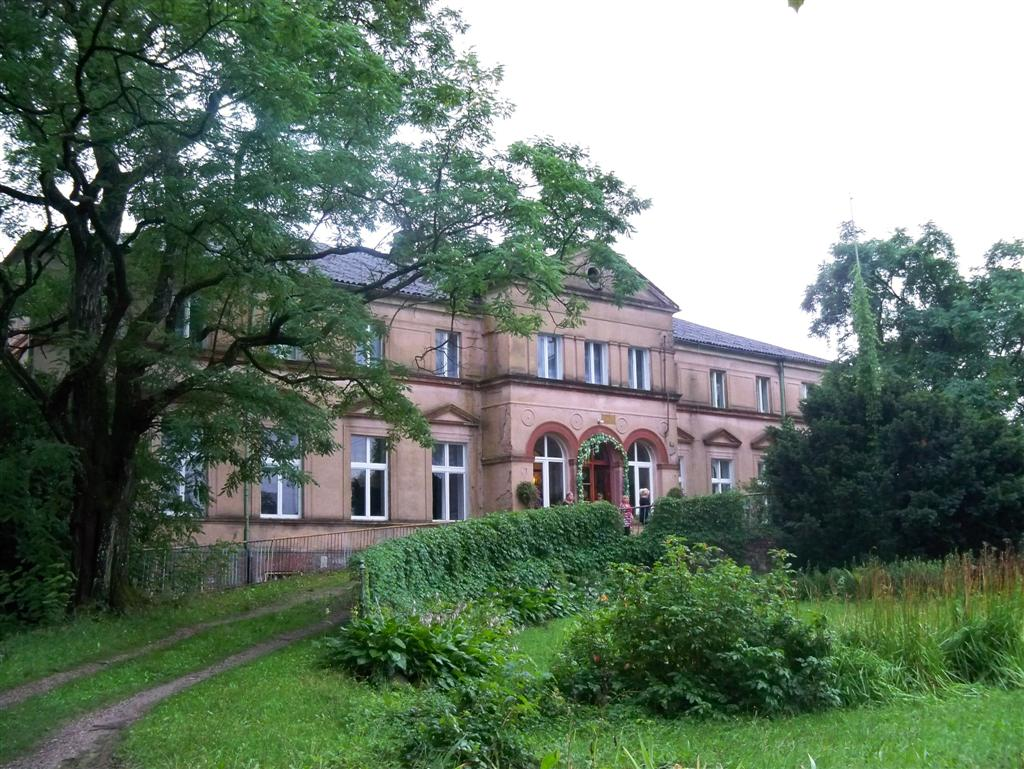
Pałac w Bukówku

Do wojewódzkiego rejestru zabytków wpisane są:
- kościół filialny pod wezwaniem św. Jana Chrzciciela, rzymskokatolicki, należący do parafii pw. Jana Kantego w Dobrowie, dekanatu Białogard, diecezji koszalińsko-kołobrzeskiej, metropolii szczecińsko-kamieńskiej. Późnogotycki, z końca XVI wieku, zbudowany z kamienia, wyróżniony surowym szczytem gotyckim[7], w końcu XIX wieku został powiększony poprzez dobudowanie zakrystii i drewnianej wieży z piramidalnym hełmem[8].
- park pałacowy, z połowy XIX wieku w pobliżu wsi w odległości około 1 km w zachowanym zespole parkowo-pałacowym, do którego prowadzi droga, wzdłuż której położone są zabudowania gospodarcze.

inne zabytki:
- pałac o pow. 1400 m² wybudowany został w 1873 r. - klasycystyczny, na rzucie prostokąta, z ryzalitami w elewacjach frontowej i ogrodowej oraz z werandą od wschodu. Obiekt całkowicie podpiwniczony, korpus dwukondygnacyjny, dach czterospadowy. Skrzydła parterowe z mieszkalnym poddaszem, przykryte dachem dwuspadowym. Otwory prostokątne, zamknięte łukiem pełnym. Do roku 2000 użytkowany na potrzeby szkoły podstawowej. Kubatura pałacu 2 660 m³, pow. użytkowa 930 m². Elewacja budynku zdobiona: gzymsem, płycinowym fryzem, pseudo-ryzalitami i pilastrami. Wokół pałacu park o pow. 12,5 ha, datowany na 1. poł. XIX wieku, krajobrazowy o cechach naturalistycznych z elementami romantycznymi (staw z wyspą), przechodzący w las. Pomnikowe okazy dębów - o obw. 450, 490 i 560 cm. Zabudowania gospodarcze bezstylowe.

## Kultura i sport
Miejscowy zespół sportowy to "Graf" Bukówko funkcjonujący od 2003 roku. 

## Komunikacja
W miejscowości znajduje się przystanek komunikacji autobusowej.